# Лес умеренной зоны

Карта распространения лесов умеренной зоны

Лес уме́ренной зо́ны — лесные зоны умеренных поясов Северного и Южного полушарий, представляющие собой природные ландшафты материков, которые характеризуются преобладанием лесной растительности, преимущественно представленной лиственными и хвойными видами.
Леса умеренной зоны являются самыми богатыми и наиболее характерными для восточного Китая и восточной части Северной Америки, на Кавказе, в Гималаях, Южной большей части Европы, южной Австралии, на юге Южной Америки и на Дальнем Востоке России.

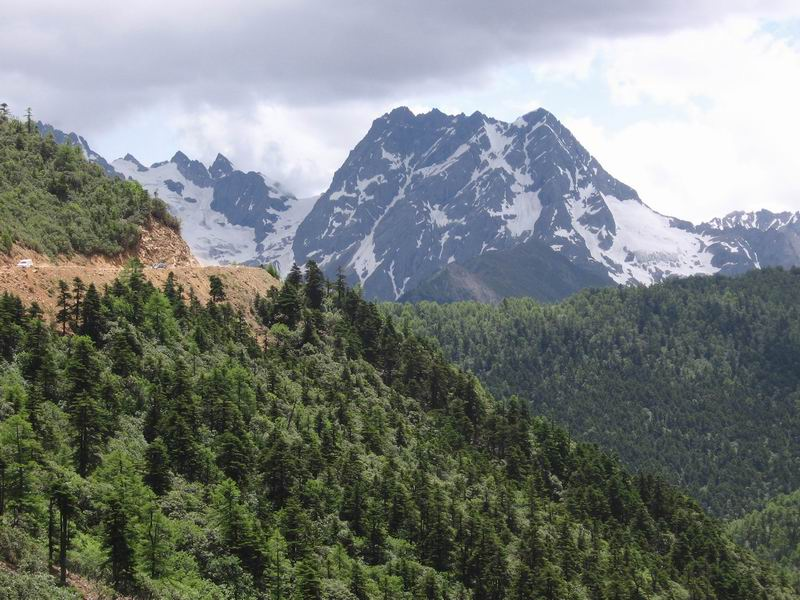
Лес умеренной зоны в провинции Юньнань на юго-западе Китая

## Описание
Такие зоны представляют собой смешанные леса умеренного и влажного биома. Типичная структура подобных лесов включает в себя четыре яруса. Самый верхний слой — это полог леса, состоящий из зрелых деревьев высотой от 30 до 61 м. Подлесок представлен теневыносливыми растениями, которые достигают в высоту от 9 до 15 м. Верхний слой подлеска представлен молодыми и мелкими взрослыми деревьями (подрост) — растениями, кроны которых ожидают доступ в полог леса. Обычно самый нижний (четвёртый) травянистый ярус представлен разнообразными травянистыми растениями. При этом флора и фауна лесов умеренной зоны не отличается видовым разнообразием. Как правило, количество лесообразующих пород не превышает пяти — восьми видов, а в районах наиболее континентального климата зачастую доминируют деревья только одного вида.